# ماريون أندريس
ماريون أندريس هو سياسي فلبيني، ولد في 25 يوليو 1958. حزبياً، نشط في Bagumbayan–VNP ‏.

## وصلات خارجية
- الموقع الرسمي